# Honogurai Mizu no soko kara
Honogurai Mizu no soko kara (japonês: 仄暗い水の底から ) é um filme de terror produzido no Japão e lançado em 2002.
Nomeado no ocidente como Dark Water, está disponível internacionalmente na Apple TV, porém, no Brasil, atualmente não está disponível em nenhuma plataforma de streaming. É um filme de horror do tipo sobrenatural. A trama gira em torno de uma mãe divorciada que se muda para um apartamento decadente com sua filha. Lá, experimenta acontecimentos sobrenaturais, como uma água misteriosa vazando do andar superior.
Dirigido por Hideo Nakata. Escrito por Yoshihiro Nakamura e Kenichi Suzuki. Baseado na coleção de histórias curtas de Koji Suzuki.
Recebeu um remake americano em 2005, dirigido pelo cineasta brasileiro Walter Salles e escrito por Rafael Yglesias.